# Działka ewidencyjna
Działka ewidencyjna (działka geodezyjna, katastralna) – najmniejsza jednostka powierzchniowa podziału kraju dla celów ewidencji gruntów i budynków (katastru nieruchomości).

## Definicja
Według Rozporządzenia w sprawie ewidencji gruntów i budynków działka ewidencyjna to Działkę ewidencyjną stanowi ciągły obszar gruntu, położony w granicach jednego obrębu ewidencyjnego, jednorodny pod względem prawnym, wydzielony z otoczenia za pomocą granic działek ewidencyjnych.

## Charakterystyka
Ciągłość (spójność obszarowa) działki oznacza, że nie może ona być złożona z dwóch lub więcej rozłącznych obiektów powierzchniowych.
Położenie w granicach obrębu gwarantuje, że obraz graficzny działki mieści się na jednym arkuszu mapy ewidencyjnej. W przypadku obiektów wydłużonych (linie kolejowe, cieki) działki wyznaczane są w sposób, aby ich granice pokrywały się z granicami obrębów ewidencyjnych.
Jednorodność prawną gruntów rozpatruje się wyłącznie w ramach praw do nieruchomości uwidacznianych w ewidencji gruntów i budynków (np. własność, użytkowanie wieczyste).
Działka jest określona pod względem geometrycznym poprzez jej wydzielenie z otoczenia liniami granicznymi wyznaczanymi przez punkty załamania granic. Fizycznie w punktach załamania granic umieszcza się znaki graniczne, zaś linie graniczne mogą być reprezentowane w terenie przez obiekty zagospodarowania typu: ogrodzenia, ściany budynku, itp.
Przy ustalaniu granic działek ewidencyjnych, w przypadku przecinania się linii kolejowych, dróg publicznych, morskich wód wewnętrznych oraz wód śródlądowych płynących, stosuje się następujące zasady:
- morskie wody wewnętrzne oraz wody śródlądowe płynące, z wyjątkiem wód płynących rurociągami lub krytymi kanałami, dzielą linie kolejowe i drogi publiczne na odrębne działki ewidencyjne,
- linie kolejowe dzielą drogi publiczne na odrębne działki ewidencyjne,
- drogi publiczne wyższej kategorii dzielą drogi niższej kategorii na odrębne działki ewidencyjne[3].